# Microsoft Forefront
Microsoft Forefront es una gama de programas de seguridad tanto para clientes de Microsoft Windows y Windows Server. Contiene múltiples capas de defensa contra posibles problemas de vulnerabilidad de seguridad. 
Su objetivo es dar solución a lo siguiente: 
- Proteger las aplicaciones de servidor y datos críticos.
- Integrarse con múltiples aplicaciones de servidor de Microsoft y la infraestructura existente.
- Simplificar la instalación y la gestión administrativa.
- Unificar los informes y análisis.
- Centralizar la seguridad de todos los procesos de una empresa u organización.

## Aplicaciones de la gama
Computadoras de negocios con red local
- Microsoft Forefront Client Security (antes llamado Microsoft Client Protection)

Servidor de aplicaciones de seguridad
- Microsoft Forefront Security para Exchange Server
- Microsoft Forefront Security para SharePoint
- Microsoft Forefront Security para Microsoft Office Communications Server

Seguridad de red
- Microsoft Internet Security and Acceleration Server (ISA Server), 2006
- Microsoft Intelligent Application Gateway (IAG), 2007
- Microsoft Forefront Threat Management Gateway (TMG), 2009
- Microsoft Forefront Unified and Access Gateway (UAG)